# Кутлаева, Юлия Павловна
Кутлаева Юлия Павловна — российская гимнастка (род. 28 мая 2003 в городе Мегион, Ханты-Мансийский Автономный Округ). Чемпионка России в смешанных парах, многократная победительница и призёр Гран-при, российских и международных соревнований. Мастер спорта России, член сборной команды России по художественной гимнастике. Также представляла сборную Уральского федерального округа (УрФО) и сборную Ханты-Мансийского федерального округа (ХМАО)

## Биография
С пяти лет Юлия начала ходить в секцию художественной гимнастики в городе Мегион. Первый тренер гимнастки- Муринова Наталья Александровна. С юных лет Юлия показывала отличные результаты на соревнованиях, участвовала в международных турнирах, там её заметила и пригласила тренироваться под свое руководство в центр олимпийской подготовки Кукушкина Наталья Валентиновна.
В 2015 году Юлия становится бронзовым призером Первенства России в г. Казань, после чего основательно переходит тренироваться в Москву, в центр олимпийской подготовки и представляет спортивное общество МГФСО.
В 2016 году по результатам Первенства России попадает в состав сборной команды России.
С 2017 года Юлия стала активно участвовать в международных турнирах и гран-при, а также Российско-Китайск и Российско-Корейских играх
С 2023 года Юлия переходит из личного многоборья в новую дисциплину - смешанные пары. И в этом же году выигрывает чемпионат России с Артуром Муриновым. Тренируются под руководством Муриновой Натальи Александровны.
Также пара является участниками различных шоу гимнастики и концертов.

## Значимые спортивные победы
- Чемпионат России среди смешанных пар 2023 Москва - Золото
- Финал кубка сильнейших среди смешанных пар 2023 Москва - Серебро
- Чемпионат России среди смешанных пар 2024 Москва - Бронза
- Российско-корейские игры 2016 Сеул - Золото (команда)
- Гран-при/ Израиль, Холон 2017 среди юниоров - золото (команда) - Cеребро (обруч).
- VII Российско-Китайские молодёжные летние игры /Гуанчжоу - Золото (обруч) 2017